# Atherigona madagascarensis
Atherigona madagascarensis är en tvåvingeart som beskrevs av Deeming 1987. Atherigona madagascarensis ingår i släktet Atherigona och familjen husflugor.
Artens utbredningsområde är Madagaskar. Inga underarter finns listade i Catalogue of Life.